# النهضة في إسكتلندا

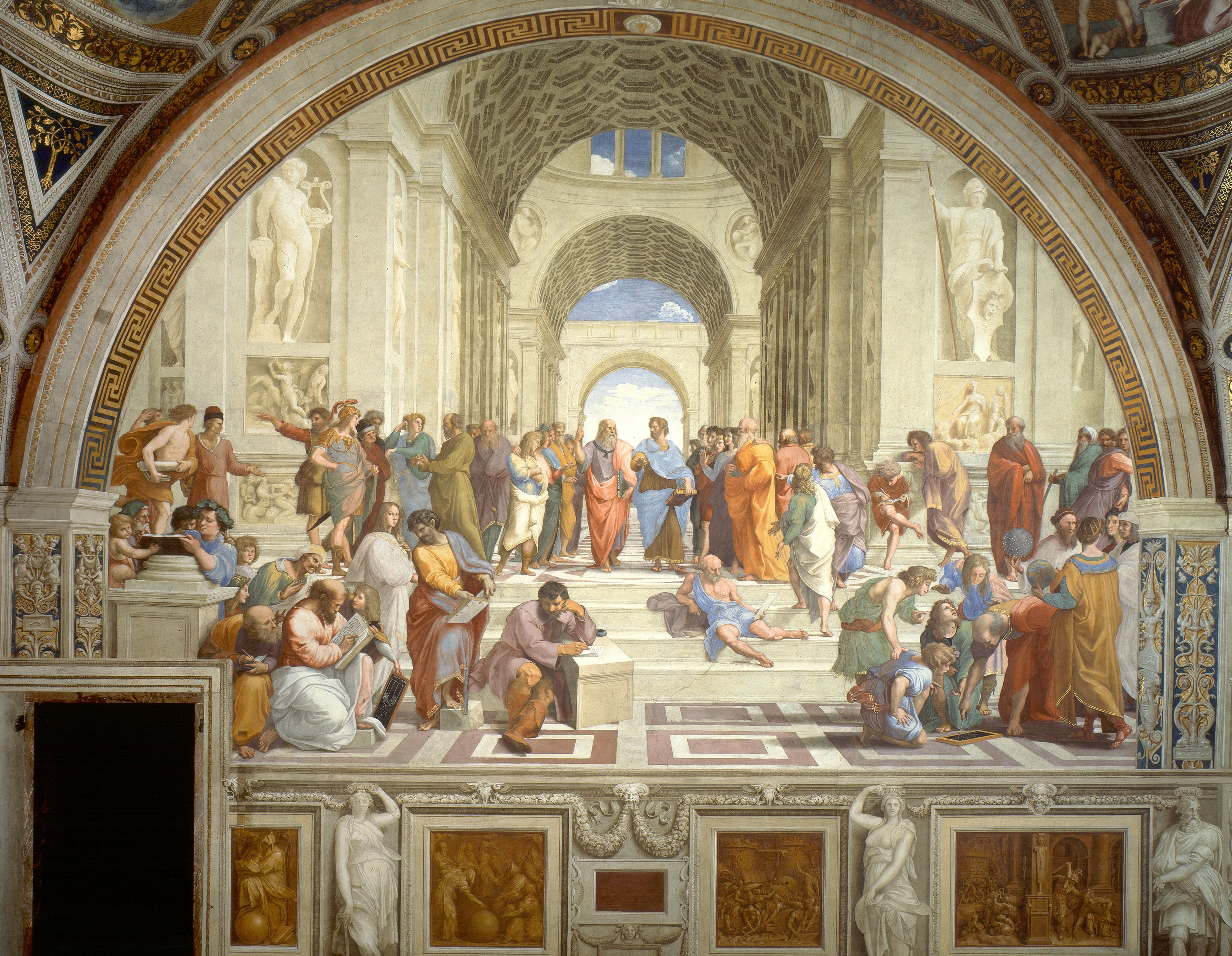

كانت النهضة في اسكتلندا حركة ثقافية وفكرية وفنية، استمرت من أواخر القرن الخامس عشر وحتى بداية القرن السابع عشر. ترتبط النهضة في اسكتلندا بنهضة عموم أوروبا التي عادة ما يُعتبر أنها بدأت في إيطاليا في أواخر القرن الرابع عشر ووصلت إلى شمال أوروبا على شكل النهضة الشمالية في القرن الخامس عشر. تضمنت النهضة في اسكتلندا محاولة لإحياء مبادئ العصر الكلاسيكي، بما في ذلك الإنسانية، وروح البحث العلمي، والشكوكية، ومفاهيم النسبة والتوازن. منذ القرن العشرين، طعن المؤرخون في تفرد عصر النهضة ووحدته، ومع ذلك يمكن ملاحظة حدوث تغييرات كبيرة في اسكتلندا في التعليم، والحياة الفكرية، والأدب، والفن، والعمارة، والموسيقى، والعلوم، والسياسة.
كانت المحكمة جوهرية في عملية رعاية ونشر أعمال وأفكار عصر النهضة، وكانت أيضًا جوهرية في العرض الفخم الذي صور الدور السياسي والديني للملكية. أدت النهضة إلى تبني أفكار الملكية الإمبراطورية، مشجعةً التاج الإسكتلندي على الانضمام إلى الأنظمة الملكية الجديدة من خلال تأكيد الولاية القضائية والتمييز الإمبراطوريان. أصبح التركيز المتزايد على التعليم في العصور الوسطى جزءًا من برنامج إنساني ثم بروتستانتي لتوسيع وإصلاح التعليم، وقد أدى إلى توسيع النظام المدرسي وإنشاء ست كليات جامعية بحلول نهاية القرن السادس عشر. درس عدد كبير نسبيًا من العلماء الاسكتلنديين في القارة، أو في إنجلترا وغيرها، وكان منهم هيكتور بويس، وجون ماير، وأندرو ميلفيل، وجورج بوكانن، وقد عادوا إلى اسكتلندا للعب دور رئيسي في تطوير الحياة الفكرية الاسكتلندية. بدأت أعمال عامية باللغة الاسكتلندية في الظهور في القرن الخامس عشر، بينما ظلت اللغة اللاتينية لغة أدبية رئيسية. تحت رعاية ملكي استكلندا جيمس الخامس وجيمس السادس، شمل الكُتّاب في تلك الفترة ويليام ستيوارت، وجون بيليندين، وديفيد ليندسي، وويليام فاولر، وألكسندر مونتغمري.
في القرن السادس عشر، بنى الملوك الاسكتلنديون – بالأخص جيمس الخامس - قصورًا متبعين فيها أسلوب عصر النهضة، وكان ذلك بدءًا من قصر لينليثجو. سرعان ما انتشر هذا التوجه حتى وصل إلى أعضاء الطبقة الأرستقراطية. تأثر الرسم بشدة بالرسم الفلمنكي، وأصبحت هنالك أعمال فنية بتكليف من القارة، كما وجد فلمنك يخدمون كفناني البلاط في تلك الفترة. في حين عانى فن الكنيسة من حرب الأيقونات وفقدان الرعاية نتيجة للإصلاح، أصبح تزيين المنزل وفن البورتريهات جوهريان بالنسبة للأثرياء، وتزامن ذلك مع ظهور جورج جيمسون كأول رسام بورتريهات مرموق في أوائل القرن السابع عشر. أُدرجت تأثيرات أوروبية في الموسيقى أيضًا وبشكل أوسع، على الرغم من أن الإصلاح تسبب في الانتقال من موسيقى الكنيسة المعقدة متعددة النغمات إلى الغناء الأبسط للمزامير الموزونة. مجتمعًا مع اتحاد التيجان لعام 1603، تمكن الإصلاح أيضًا من إزالة الكنيسة والمحكمة كمصادر رعاية، مغيرًا بذلك اتجاه الابداع الفني وحادًا من نطاقه. في أوائل القرن السابع عشر، بدأت العناصر الرئيسية للنهضة في أن تفسح المجال أمام أساليب التكلفية والباروك.

## التعريفات والمناقشات
عصر النهضة هو مفهوم صاغه المؤرخ الثقافي ياكوب بوركهارت في منتصف القرن التاسع عشر، لوصف الحركة الفكرية والفنية التي بدأت في إيطاليا في القرن الرابع عشر وشهدت محاولة لإحياء مبادئ العالمين اليوناني والروماني الكلاسيكيين. تضمن موقفًا عقلانيًا ومتشككًا، وأيضًا العودة إلى أفكار المصادر الأصلية والنسبة والتوازن في الفن. تعتبر الأفكار الرئيسية لعصر النهضة قد وصلت إلى شمال أوروبا في وقت لاحق، في أواخر القرن الخامس عشر. يُنظر إلى اسكتلندا على أنها جزء من عصر النهضة الشمالية الأوسع نطاقًا الذي يُعتبر أنه امتد إلى أوائل القرن السابع عشر، ذلك حين استُبدِل بالأساليب الأفخم للباروك. على الرغم من ذلك، فإن ارتباط أساليب الباروك بالكاثوليكية في اسكتلندا الغالب عليها الطابع البروتستانتي أسفر عن التغاضي عن هذا الاتجاه، وعن وصف الفترة من نحو عام 1620 إلى نهاية القرن السابع عشر في بعض الأحيان بأنها عصر النهضة المتأخرة.
في القرن العشرين، اعترض المؤرخون على صحة مفهوم النهضة باعتبارها فريدة من نوعها، أو رد فعل ضد «العصر المظلم» في العصور الوسطى، أو انفصالًا واضحًا عن الماضي، أو حركة موحدة. بدلاً من ذلك، أكدوا على العديد من الاتجاهات والحركات الفكرية التي سبقتها، مثل عصر النهضة في القرن الثاني عشر الذي بُني عليه مفهوم النهضة. كان من الشائع أيضًا أن يقترح المؤرخون أن اسكتلندا كانت لها مشاركة ضئيلة أو معدومة في عصر النهضة. في الآونة الأخيرة، أُخِذ يُنظر إلى التغييرات الهائلة في الحياة الفكرية والثقافية في تلك الفترة على أنها شكلت نقطة تحول في التاريخ الثقافي الإسكتلندي، وقد اعتُبِر هذا بمثابة فتح الطريق للإصلاح، وفي وقت لاحق، للتحديث في الفكر والحياة الاجتماعية في عصر التنوير والثورة الصناعية، اللذين كان من شأنهما أن تساهم فيهما استكلندا بشكل كبير.